# アーリヤバタ (人工衛星)

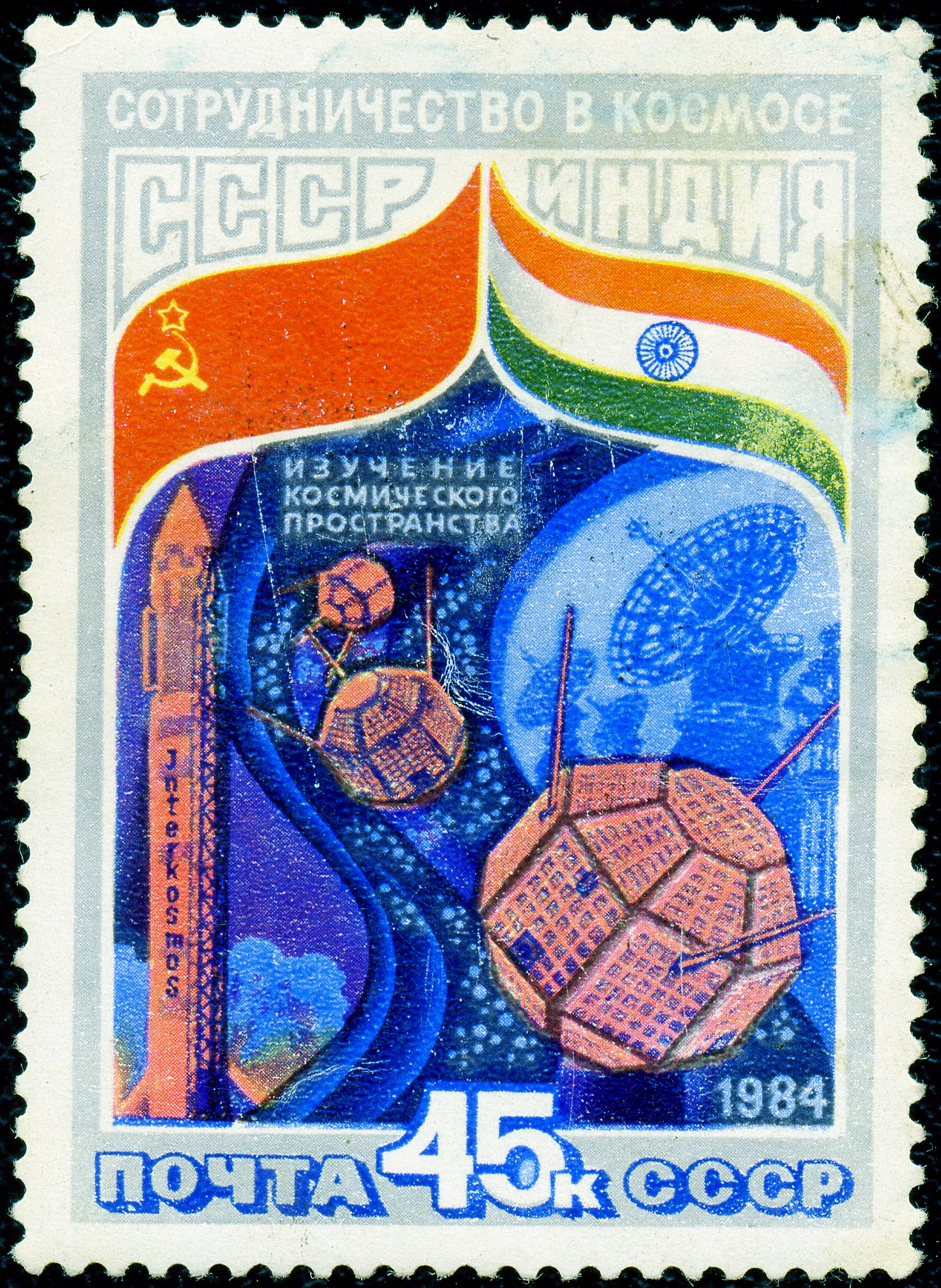
1984年発行のソ連切手

アーリヤバタ（英語: Aryabhatta / Aryabhata）はインド共和国が始めて打ち上げた人工衛星。インドが製作し、1975年4月19日にソ連製ロケットによりソ連領内から打ち上げられた。
名称は、古典期インドの天文学者、アーリヤバタ（5～6世紀）に由来する。天文学者アーリヤバタの名前をラテン文字転写した際に含まれる接尾辞には "-bhța" と "-bhțța" の2通りの綴りがある。人工衛星アーリヤバタの正式名称の綴りとしては t を重ねる方が採用された。しかしながら、本来は t を重ねないものが正しいので、例えば『ブリタニカ百科事典』やアメリカ航空宇宙局の公式ホームページのように、本人工衛星に言及する際に t を重ねない綴りを採用することも多い。
インド宇宙研究機関が人工衛星アーリヤバタを製作した目的は、衛星軌道上の宇宙機の操縦方法の確立、宇宙機の発するシグナルを地上で受信し転送し位置を特定する方法の確立、宇宙開発事業のインフラを整えることなどにあった。アーリヤバタの機体は26面の多角形型で、直径1.4m。重量は360kgであった。底面と頂面を除いたすべての面が太陽パネルに覆われていた。また、X線天文学、超高層大気学、太陽物理学の実験を行うための実験器具が積み込まれていた。
人工衛星アーリヤバタは、1975年4月19日、ソビエト連邦によってカプースチン・ヤールからコスモス3Mロケットで打ち上げられた。衛星軌道に到達してから4日間が過ぎたところで電力に問題が生じ、実験の中断を余儀なくされた。ミッション開始から5日目、人工衛星アーリヤバタからのすべての信号がロストした。5日間のオペレーションではあったものの、有意義な情報が集められたと評価された。人工衛星アーリヤバタは1992年2月11日に大気圏再突入した。
人工衛星アーリヤバタ打ち上げの後、インド共和国は、同国の宇宙開発計画に沿って、2機のバースカラ衛星をはじめとして複数の人工衛星を打ち上げた。1976年から使用されたインドの2ルピー紙幣の裏面には、人工衛星アーリヤバタの絵が描かれた。この紙幣は、1997年まで使用された。また、1984年に発行されたソ連の切手の一つには、人工衛星アーリヤバタが、その後に打ち上げられた2つのインドの人工衛星（バースカラ衛星）とともに描かれている。